# 6 globos
6 globos (título en inglés: 6 Balloons) es una película estadounidense de drama escrita y dirigida por Marja-Lewis Ryan y protagonizada por Abbi Jacobson, Dave Franco, Charlotte Carel, Madeline Carel, Dawan Owens, Jen Tullock, Maya Erskine, Tim Matheson y Jane Kaczmarek. 
La película tuvo su estreno mundial en South by Southwest el 12 de marzo de 2018. Fue estrenada el 6 de abril de 2018 por Netflix. 

## Sinopsis
Una mujer pasa la noche conduciendo por Los Ángeles para llevar a su hermano heroinómano a un centro de desintoxicación con la hija de este a cuestas. 

## Reparto
| Actor          | Personaje                 |
| -------------- | ------------------------- |
| Abbi Jacobson  | Katie, la hermana de Seth |
| Dave Franco    | Seth, el hermano de Katie |
| Tim Matheson   | Gary                      |
| Jane Kaczmarek | Gayle                     |
| Maya Erskine   | Cameron                   |
| Dawan Owens    | Jack                      |
| Jen Tullock    | Bianca                    |

## Producción
En octubre de 2016, Abbi Jacobson, Dave Franco, Tim Matheson y Jane Kaczmarek se unieron al elenco de la película, mientras que Marja-Lewis Ryan dirige la película desde el guion que escribió. Samantha Housman, Ross Dinerstein, Channing Tatum, Reid Carolin y Peter Kiernan producen la película bajo sus pancartas Campfire y Free Association respectivamente.

### Rodaje
La fotografía principal comenzó en octubre de 2016.

## Estreno
La película tuvo su estreno mundial en South by Southwest el 12 de marzo de 2018. Fue estrenada el 6 de abril de 2018.